# Яриш, Сергей Андреевич
Сергей Андреевич Яриш (укр. Сергій Андрійович Яріш, позывной — Элвис; 16 августа 1992, Шегини — 9 августа 2023, Урожайное) — украинский военнослужащий, младший сержант, участник российско-украинской войны. Герой Украины (2024, посмертно).

## Биография
Родился в 1992 году в селе Шегини Мостисского района Львовской области. Последние годы проживал с женой в селе Заборье Рава-Русской общины.
Служил в 503-м отдельном батальоне морской пехоты 36-й отдельной бригады морской пехоты имени контр-адмирала М. Белинского Военно-морских сил Вооружённых сил Украины.
В 2014—2019 годах проходил военную службу, а с началом полномасштабного вторжения России в Украину в 2022 году вновь вступил в ряды Вооружённых сил Украины.
9 августа 2023 года погиб в районе села Урожайное Волновахского района Донецкой области во время выполнения боевого задания.
Прощание состоялось 13 августа 2023 года в селе Заборье Львовской области.
У Сергея остались родители, два брата, жена и маленькая дочь.

## Награды
- Звание «Герой Украины» с удостоением ордена «Золотая Звезда» (5 июля 2024, посмертно) — за личное мужество и героизм, проявленные в защите государственного суверенитета и территориальной целостности Украины, верность военной присяге[3].